# MechWarrior: Tactical Command
MechWarrior: Tactical Command é um jogo de estratégia em tempo real baseado no universo BattleTech desenvolvido para iOS. Foi desenvolvido pelo estúdio cingapuriano Personae Studios e lançado pela primeira vez em 27 de setembro de 2012. O jogo para dispositivos móveis suporta todos os dispositivos iOS 5.0 e superiores, incluindo iPhone, iPod Touch e iPad.

## Jogabilidade
MechWarrior: Tactical Command se passa no universo BattleTech, um universo de ficção científica que geralmente se concentra em batalhas campais entre máquinas andantes pilotadas por humanos, fortemente armadas e blindadas, chamadas BattleMechs. O jogo envolve uma experiência de estratégia em tempo real e envolve o jogador comandando uma lança de MechWarriors em batalha contra o inimigo. O jogo suporta rotação 3D completa dentro do ambiente e também inclui inúmeras mecânicas, como sensibilidade ao calor nos mechs, bem como saúde e danos individuais dos membros. Existem 21 missões no jogo distribuídas entre 3 planetas diferentes com 3 modos de dificuldade diferentes disponíveis. Além disso, há também um recurso MechLab que permite ao jogador personalizar mechs modificando recursos específicos, como recursos, tecnologia, armamento e outras atualizações do BattleMech.

## Enredo
Este jogo ocorre logo após a 4ª guerra de sucessão no planeta Winfield, que ainda é disputada entre a Comunidade Federada, uma aliança dos paramilitares das casas nobres Steiner e Davion, e a Combine Draconis. O jogador é apresentado como um novo mechcommander estacionado no planeta para ajudar a esmagar as forças Combine que estão tentando tomá-lo das forças Fedcom devido ao sangue ruim contínuo entre ambos os lados. Tudo isso chega ao fim quando uma força não identificada de mechwarriors invade o planeta, utilizando poderosos e hs em Winfield e fogem com eles para o planeta Butler. As vitórias do jogador sobre os clanners trazem a ira do oficial comandante dos mechs Winfield invighly avançados, mais tarde se revelando como Clan Jade Falcon, um dos vários Clans invadindo a Inner Sphere. Embora muitas unidades de elite da Fedcom sejam perdidas, incluindo a equipe veterana Hammer Lance que lutou na Guerra da Sucessão, o jogador é capaz de formar uma aliança com o grupo de força Draconis, Eric Hazen, que persegue o jogador durante toda a Campanha.
O jogo termina com o Comandante e suas forças lanceiras participando da batalha de Tukkayaid, no planeta Twycross. Isso marca o ponto de virada nas guerras de clãs e termina com os membros lanceiros dos jogadores esperando por um futuro melhor.

## Desenvolvimento
MechWarrior: Tactical Command foi anunciado pela primeira vez para estar em desenvolvimento pela desenvolvedora de jogos Personae Studios, sediada em Cingapura, em 6 de dezembro de 2011. Anteriormente, era um projeto secreto conhecido apenas pelo codinome "Seattle Project". A desenvolvedora fez parceria com Smith & Tinker e, mais tarde, Catalyst Game Labs, Studio MekTek e Virtual World Entertainment para o desenvolvimento de MechWarrior: Tactical Command. A versão para iPad do jogo foi lançada em 27 de setembro de 2012. A versão do jogo para iPhone foi originalmente planejada para ser lançada na app store em 2012, mas foi adiada até 2013. Uma demo do jogo foi apresentada na E3 naquela época. Após o lançamento, o jogo recebeu uma atualização para suportar dispositivos iOS mais novos, mas o desenvolvimento e o suporte do jogo cessaram.

## Recepção
MechWarrior: Tactical Command recebeu 51/100 no Metacritic. Nick Tylwalk para GameZebo deu 60/100.

## Ligações Externas
- MechWarrior: Tactical Command Home Page
- MechWarrior: Tactical Command App Store Page